# Zacarías Maquera
Zacarías Maquera Chura (El Alto, Bolivia; 14 de febrero de 1971), conocido también como "Ratuki", es un dirigente sindical campesino y político aimara boliviano. Fue el alcalde interino transitorio de la ciudad de El Alto desde el 31 de diciembre de 2014 hasta el 31 de mayo de 2015. Durante la duración de su corta gestión edil, de solo cinco meses, Zacarías Maquera se hizo conocer con el apodo aimara de "Alcalde Ratuki", que en idioma español significa "Alcalde Rápido".

## Biografía
Zacarías Maquera nació el 14 de febrero de 1971 en la comunidad aimara de Tomaya en el Distrito Rural 9 de la ciudad de El Alto en la provincia de Murillo del departamento de La Paz. Creció dentro de una familia campesina compuesta por 11 hijos (9 varones y 2 mujeres). Ingresó a la vida sindical rural, llegando a convertirse años después en líder de los campesinos del altiplano paceño, donde como dirigente defendió los intereses de dicho sector del área rural. Esto conllevó a que Zacarías Maquera, llegue a ocupar el puesto de secretario general de la Federación Sindical Única de Comunidades Agrarias del Radio Urbano y Suburbano (FESUCARUSU) de El Alto.
Zacarías Maquera aparece por primera vez en la vida pública en marzo de 2004 cuando siendo un joven de 33 años de edad para esa época y en calidad de secretario general de los campesinos (FESUCARUSU), amenazaba al entonces gobierno del presidente Carlos Mesa Gisbert con bloquear el acceso al depósito de basura (relleno sanitario) de Villa Ingenio de la ciudad de El Alto si es que el gobierno de Mesa no atendía inmediatamente sus demandas, esto debido a que los campesinos habían sufrido durante esa época la pérdida de sus sembradíos y cultivos a causa de las tremendas heladas, y según Maquera, el gobierno de ese entonces no mandaba ayuda ni hacia nada para remediar aquella tragedia que afectaban a miles de agricultores.
El 7 de septiembre de 2005, el dirigente campesino Zacarías Maquera amenazaba también al gobierno del presidente Eduardo Rodríguez Veltzé con movilizaciones y marchas ante el incumplimiento gubernamental, pues cabe recordar que el gobierno de esa época no había cumplido con las promesas que habían realizado a los campesinos de regalarles 1 000 tractores. Además, Maquera también exigía el cumplimiento de la ejecución de otros proyectos de desarrollo rural que beneficiaba a los trabajadores agrícolas.

## Carrera política

### Concejal de El Alto (2010-2014)
El año 2010, Zacarias Maquera decide ingresar a la vida política, participando en las elecciones subnacionales de abril de ese año como candidato al cargo de concejal de la ciudad de El Alto, en representación del partido político del Movimiento al Socialismo (MAS-IPSP). Logró ganar y acceder al concejo municipal asumiendo el cargo el 31 de mayo de 2010. Cabe mencionar también que Zacarías Maquera fue elegido Presidente del Concejo Municipal desde 2010 hasta 2014. 

### Alcalde interino de El Alto (2014-2015)
A finales del año 2014, el entonces alcalde de la ciudad de El Alto, Edgar Patana Ticona decide ir a la reelección y para ello renuncia a su cargo el 20 de diciembre de 2014, con el objetivo de habilitar su candidatura para participar en las elecciones subnacionales de 2015 como manda la norma. Una vez conocida su renuncia, el concejo municipal alteño de esa época decidió el 31 de diciembre de ese año, elegir al concejal Zacarías Maquera como el nuevo alcalde interino transitorio de la ciudad de El Alto, en reemplazo de Edgar Patana. Hasta ese momento Maquera se había desempeñado como presidente del concejo municipal.   
El 31 de diciembre de 2014, Zacarías Maquera asumió el mando de la alcaldía de una de las ciudades más grandes y pobladas de Bolivia. Debido a su corta gestión (de solo apenas 5 meses), casi poco o nada pudo realizar en cuanto a lo que se refiere a grandes obras públicas, por lo que solamente Maquera dio nomás continuidad a las obras del anterior burgomaestre y se hizo conocer con el apodo aimara de "Alcalde Ratuki" (que en español significa "Alcalde Rápido").
Cabe mencionar que una vez apenas comenzada su gestión, Maquera decidió el 5 de enero de 2015, ratificar al 95 % de todo el gabinete edil del exalcalde Patana, entre los cuales se encontraban funcionarios municipales de alto rango como 9 secretarios municipales, 33 directores y 88 jefes de unidad, todos ellos leales aún a Patana.